# L'eterno movimento (singolo)
L'eterno movimento è un singolo della cantante italiana Anna Oxa, pubblicato nel 2001 come primo estratto dall'album omonimo.

## Descrizione
Il brano è stato composto da Laurex e Giuseppe Fulcheri e presentato da Oxa al Festival di Sanremo 2001, dove si qualificò decimo. Per l'occasione la cantante assunse per l'ennesima volta nella sua carriera un look diverso, per il quale tornò bruna, dopo esser stata bionda (in diverse tonalità) per circa 20 anni.

## Classifiche
| Classifica (2001) | Posizione |
| ----------------- | --------- |
| Italia            | 25        |